# Innerstaden
Az Innerstaden, Stockholm belvárosa a Kungsholmen, Södermalm, Norrmalm és Östermalm kerületek következő városrészeiből áll:

## Városrészek
| Városrész                    | Terület (km²) | Lakosság (2004) (fő) | Népsűrűség (fő/km²) |
| ---------------------------- | ------------- | -------------------- | ------------------- |
| Södermanland tartományban    | 7,44          | 103 646              | 13 930,91           |
| Reimersholme + Långholmen    | 0,52          | 2 367                | 4 451,92            |
| Södermalm                    | 5,72          | 96 595               | 16 887,24           |
| Södra Hammarbyhamnen         | 1,20          | 4 684                | 3 903,33            |
| Uppland tartományban         | 28,05         | 179 185              | 6 388,06            |
| Djurgården                   | 2,79          | 831                  | 297,85              |
| Fredhäll                     | 0,38          | 4 869                | 12 813,16           |
| Gamla stan + Riddarholmen    | 0,42          | 2 948                | 7 019,05            |
| Gärdet (Värtahamnen nélkül*) | 4,54          | 17 340               | 3 819,38            |
| Hjorthagen + Värtahamnen*    | 1,74          | 2 267                | 1 302,87            |
| Kristineberg                 | 0,64          | 5 310                | 8 296,88            |
| Kungsholmen                  | 1,62          | 32 022               | 19 766,67           |
| Lilla Essingen               | 0,23          | 2 949                | 12 821,74           |
| Marieberg                    | 0,63          | 2 610                | 4 142,86            |
| Norra Djurgården             | 6,30          | 6 803                | 1 079,84            |
| Norrmalm + Skeppsholmen      | 1,83          | 7 411                | 4 049,73            |
| Stadshagen                   | 0,64          | 1 678                | 2 621,88            |
| Stora Essingen               | 0,73          | 3 850                | 5 273,97            |
| Vasastaden                   | 3,00          | 51 661               | 17 220,33           |
| Östermalm                    | 2,56          | 36 636               | 14 310,94           |
| Összesen                     | 35,49         | 282 831              | 7 969,32            |

- Värtahamnen hivatalosan nem Stockholm része.